# 聖書翻訳
聖書翻訳（せいしょほんやく）は、聖書を様々な言語へ翻訳することである。ユダヤ教もキリスト教も複数言語に跨って発展した宗教であり、その聖典である聖書をいかに翻訳するかは古来より大きな問題であり続けた。活版印刷の発明以来、ヨーロッパ各国でプロテスタント系の翻訳が盛んになり、その後ヨーロッパ諸国の海外進出に伴って世界各国語への翻訳が盛んに行われるようになった。またマルティン・ルターによる聖書翻訳とドイツ語の関係のように聖書翻訳が書記言語の確立、共通語の成立、言語ナショナリズムのきっかけになった言語も多い。

## 聖書翻訳の原典と底本
聖書記者が書いたヘブライ語、アラム語、ギリシア語の聖書の原典そのものは、現在地上に存在しないが、複数の写本が存在している。

### 旧約聖書
ユダヤ教の聖典である「タナハ」、キリスト教で言うところの旧約聖書(以下、本項では「旧約聖書」と呼ぶ）の原著の大部分はヘブライ語で書かれ、一部「ダニエル書」、「エズラ記」、および「エレミヤ書」はアラム語で記述された。
「歴史」の項でも述べることになるが、旧約聖書は紀元前3〜1世紀にギリシャ語に翻訳された。これは七十人訳聖書と呼ばれ、キリスト教世界では長らくこのギリシャ語テキストを旧約聖書の底本とみなしていた。しかしユダヤ教ではユダヤ戦争後に確立していったヘブライ語のマソラ本文を底本とした。この2者には取り扱っている文書に差異があり、本文も多少違っている。
5世紀になるとヒエロニムスが新旧約聖書のラテン語翻訳を行ったが、旧約聖書については七十人訳を基本としながらそれを遡るヘブライ語聖書を参照したと言われている。この翻訳は新約とともにラテン語標準訳ウルガタと呼ばれて長く西方教会で権威を持ち、他言語への聖書翻訳が行われるときもこのウルガタから翻訳されることも多かった。事実上の原典として扱われていたのである。
宗教改革でルターがドイツ語訳聖書を参照したとき、ウルガタが底本とした七十人訳を退け、マソラ本文を底本として扱った。
ウェストミンスター信仰告白などプロテスタント正統主義の歴史的な信仰告白は旧新約聖書66巻を告白しており、プロテスタントとローマ・カトリックでは旧約聖書に含まれる文書には差異がある。
原典復元作業である本文批評により、今日、旧約聖書の底本として多く用いられるのはドイツ聖書協会発行のビブリア・ヘブライカ・シュトゥットガルテンシアであり、日本語の新共同訳聖書はこれを用いている。ただローマ・カトリックから見ればいくつかの文書を欠くので、エキュメニズムの新共同訳聖書では第二正典が『ギリシア語旧約聖書』（ゲッティンゲン研究所）などから補われている。

### 新約聖書
新約聖書の原著は、概ねギリシア語で書かれているとされている。しかし、特定の巻はその一部もしくは全部がアラム語で書かれていた可能性をあげる学者も存在し、その根拠には「ヨハネによる福音書」のロゴスに関する有名な導入部がアラム語による賛美歌のギリシャ語訳ではないかと考えられていることがある。
新約聖書は、著書も文書の性格も異なる複数の文書から成り立っているが、その文書群が聖典として定義されるにあたっては、長い時間がかかった。アタナシオス（298年 - 373年）によってあげられた27の文書が聖典として承認されたのは397年のカルタゴ教会会議であるが、『ヤコブの手紙』と『ヨハネの黙示録』が聖典、つまり新約聖書の中に含まれるのかどうかについてはその後も議論が残った。
5世紀になるとヒエロニムスが当時としてはかなり徹底した新旧約聖書のラテン語翻訳改訂を行い、それはラテン語標準訳ウルガタと呼ばれて長く西方教会で権威を持った。他言語への聖書翻訳が行われるときもこのウルガタから翻訳されて事実上の原典として扱われ、カトリック教会では20世紀半ばまでそれが維持された。
活版印刷が発明されると、聖書のギリシャ語やヘブライ語が盛んに出版されるようになり、特に新約聖書は16世紀に出版されたエラスムスのテクストゥス・レセプトゥスが広く知られるようになった。宗教改革のルターやティンダルはウルガタではなくて原語からの聖書翻訳を目指したが新約聖書については、この テクストゥス・レセプトゥスを用いている。
テクストゥス・レセプトゥスはその後も多くの翻訳で底本として用いられてきたが、そのテキストには問題が多々あることが指摘され続け、正文批判や聖書学が進んできた結果、今日では翻訳の底本として使われることは無い。
今日、新約聖書の底本として用いられるのはネストレ・アーラントの校定本であり、特にその第26版はそのまま聖書協会世界連盟(UBS)のギリシア語新約聖書の修正第三版に採用されている。

### 重訳
写本の底本が確立している今日、重訳が堂々と行われることはあまりないが例外もある。たとえばエルサレム・フランス聖書考古学学院が発行したフランス語のエルサレム聖書はその学問的正確さと豊富な注釈から注目を集め、英語などに重訳されている。大胆な意訳で有名なリビングバイブルは、それ自体がアメリカ標準訳 (ASV) 聖書からの重訳である上に、さらに別の言語へ重訳されている。
また、聖書協会やこれに類する組織が世界各国で膨大な数の言語への聖書翻訳を推し進めてきたが、それら全てがギリシャ語やヘブライ語からの真正直な翻訳と考えるのは無理があり、実質的にはNRSV、TEV (GNB)、CEBといった、既存の英語訳聖書からの重訳であろうということは指摘されてきた。エホバの証人が世界各国で翻訳している新世界訳聖書は英語訳のNWT、1981年版を基礎として各言語ごとに、その国の支部委員たちが独自に重訳したものになっている。2013年以降は理解しやすい翻訳として、意訳された改訂版が出され、二種類が存在するようになった。

## 翻訳の方法論

### 翻訳の問題点
ある宗教が複数の言語に跨って広がっていくと、その経典あるいは聖典を翻訳しようという動きもでるのだが、そこには困難な問題が生じることがある。翻訳一般の問題として、語彙体系も社会環境も異なれば、原語から翻訳語へ正確に語句が対応しているとは限らず、対応する語句が存在しない、あるいはどういう語句を当てても意味がズレることは多々ある。16世紀のイエズス会による日本布教で、仏教用語を借用して教義を説明したためにキリスト教が仏教の一派であると一部に誤解されたことなどはその一例であろう。また文法体系が異なれば原語で表現できていたニュアンスが翻訳語の中ではどうしても正確に表現できないことも生じる。
翻訳者が一つの訳文を選択するに当たっては、翻訳者の判断とその前提となる原典解釈が必須であるが、その「正しい」解釈をめぐって時には教団内で深刻な対立が生じることもある。宗教改革時にプロテスタント側がカトリック教会の認めない聖書翻訳を行って対抗し、その翻訳を拠りどころにしてプロテスタント教会を成立させていったことはその典型例であろう。
『ローマの信徒への手紙』16章1節に登場するフィベのように、通例は「執事・助祭」と訳すべき身分「diaconos」が、新共同訳聖書において「奉仕者」と訳された例もある。これは、女性が聖職者に就くことを認めないカトリック教会側の翻訳委員の意向が働いた結果とされる。
同じく『ローマの信徒への手紙』16章7節に登場する、パウロに先んじてキリストに帰依したとされる傑出した使徒の名は、ギリシャ語訳聖書では Iouniān である。目的格であるこれを主格に復元した結果として、Iouniās（ユニアス）という男性名が通用していた。しかし、アクセント記号は中世になってから付けられたものであり、元々の聖書写本には存在しない。むしろ、元の目的格を Iounían であったとすれば、主格は Iounia（ユニア）という女性名になる。そしてそもそも、「ユニア」という女性名が当時ありふれていたのに対し、「ユニアス」という男性名は当時ほとんど見当たらない。よって長らく通用していた翻訳に対し、この Iouniān が「ユニア」という女性であったことは、現在ではほぼ疑いがなくなっている。
そもそも西方教会では民衆語（ヴァナキュラーな言葉）への翻訳を禁止していた時期があり（聖書翻訳の歴史の中世の項も参照）、民衆が自由に聖書解釈することに神経を尖らせていたが、それは宗教史的に見れば特異なことではない。たとえば、イスラームの聖典であるクルアーン（コーラン）は原語であるアラビア語から他言語への翻訳が禁じられ、翻訳されたとしてもそれはクルアーンの注釈書もしくは解説書であるとみなされていた。タイの仏教社会でも、パーリ語経典を訳すことなくそのまま丸暗記させている。
聖典の翻訳禁止は、多くの人々にとっては外国語でしか聖典に接することができず、大変なストレスをかけることになるのだが、翻訳が引き起こすリスクはそれ以上に大きいと見なされることもあったのである。

### 逐語訳
できる限り議論の余地がない正確な翻訳を行うために、原語と翻訳語の間で機械的な逐語訳のシステムを組上げてしまう例もある。漢文に訓点をつけて日本語に読み下す方法はこれに該当するし、サンスクリット語経典を逐語訳するための母国語表記法自体をそれに合わせて作り上げたチベット語訳経典の例もあるが、少数例にとどまる。異なる言語間での逐語訳は、多くの場合不自然な翻訳文を引き起こすことになる。
そうはいっても逐語訳は聖典の翻訳論としては有力であり、多くの聖書翻訳（特に学問的正確さを追求する翻訳）は可能な限りの逐語訳が原則であった。当然のこととして、翻訳語としての文章には不自然な部分が発生し、それらは後に続く改訂翻訳の議論の対象となってきた。また、逐語訳であっても訳語の選択次第で翻訳文が意味するところは相当に異なったものとなり、そうした訳語についても大いに議論がなされてきた。

### 意訳
逐語訳と対極にあるのが意訳である。たとえば新約聖書は2000年前のパレスチナ周辺を主な舞台としているが、時代も社会も異なる背景で書かれた文書は、たとえ逐語訳を行ったところで、その文章が意味するところは伝わり辛くなっている。そうであるならば、読者にとって正しく理解できるように意訳するべきだという立場が存在する。代表的なのはユージン・ナイダの動的等価翻訳理論であろう。つまり、文脈に応じて言葉は変えるが意味するところは同じになるように訳するということである。（これに対して逐語訳的方法は形式的等価翻訳と呼ばれる。）ナイダの理論は一時期 アメリカ聖書協会の翻訳事業を主導し、今日流通しているToday's English Bible:TEV（グッドニューズバイブル:GNBとも称する）やContemporary English Bible:CEBなどを生み出した。日本語では共同訳聖書の作業にあたってこの理論が指針として採用され、ナイダが来日して講演するなどしている。しかし、動的等価翻訳理論は翻訳者の判断で原文を大きく捻じ曲げているに過ぎないという批判もあり評価は分かれる。共同訳聖書でも批判が相次ぎ、作業をやり直した新共同訳聖書の翻訳委員会では動的等価翻訳を指針から外している。
もっと過激な意訳を志す立場も存在し、『リビングバイブル』（TLB）のように原文がそもそもどの程度の難易度の文章であったかどうかも度外視して、とにかく分かりやすく翻訳した聖書もある。学問的な正確さは二の次にされているから、聖書学者などからの評判は悪い。しかし、こうした聖書翻訳事業は「一人でも多くの人に分かりやすく神の言葉を届けることこそが重要だ」と考える立場の人々によって支えられてきた。前述のTEVやCEBはアメリカ聖書協会が発行し、安価で大量に配布されてきたし、世界中に作られた各国の聖書協会の多くがこの翻訳に準拠した各国語の聖書を作って、その国々で配布されてきたのである。
ともあれ意訳と逐語訳を二つの極として、今までに行われてきた聖書翻訳のほとんどはこの二つの立場をケースバイケースで使い分けてきたといってよい。